# Маврикій (ім'я)
Маври́кій — християнське чоловіче ім'я. Походить (в українській через церковнослов'янське і грецьке посередництво) від давньоримського когномена Mauricius (або Mauritius), утвореного від інших когноменів Maurus («Мавр») або Mauricus («Маурік», «Маврік»), що означають «мавр», «мавританець», «житель Північно-Західної Африки» (первісно Північної Африки).
В Україні практично вийшло із вжитку. Популярне в Західній Європі та Новому Світі.

## Іменини
- За православним календарем (новий стиль) — 7 березня (Маврикій Апамейський), 23 липня (Маврикій Никопольський), 4 жовтня, 11 грудня[3].
- За католицьким календарем — 10 липня (Маврикій Никопольський), 22 вересня (Маврикій Седунський), 13 жовтня[4].

## Відомі носії
- Маврикій Седунський (пом. 290) — мученик
- Маврикій Апамейський (пом. 305) — мученик
- Маврикій Никопольський (Вірменський) — мученик
- Маврикій (539–602) — візантійський імператор
- Моріц Оранський (1567—1625) — принц Оранський, граф Нассауський, син Вільгельма I
- Маврикій Готтліб (1856–1879) — єврейський художник
- Маврикій Зильберштайн (1857—1912) — львівський архітектор
- Моріс Метерлінк (1862—1949) — бельгійський письменник
- Моріс Жозеф Равель (1875—1937) — французький композитор
- Маврикій Трохимович Слепньов (1896—1965) — радянський льотчик, учасник рятування челюскінців

## Інше
- Маврикій — острів в Індійському океані, названий на честь Моріца (Маврикія) Оранського